# Das Kuckucksei (1949)
Das Kuckucksei ist ein 1948 entstandenes österreichisches Filmdrama von Walter Firner mit Käthe Dorsch, Anne-Marie Blanc, Hans Holt und Curd Jürgens in den Hauptrollen. Die Geschichte basiert auf dem gleichnamigen Bühnenstück des Ehepaars Walter und Irma Firner.

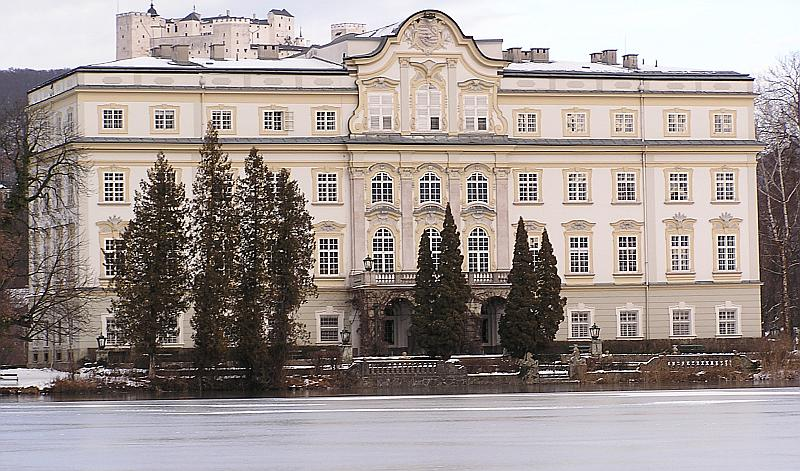
Außendrehort Schloss Leopoldskron

## Handlung
Betty Langen ist die Tochter des angesehenen Professorenehepaars Langen – hat sie zumindest bisher immer geglaubt. Nun aber kommt heraus, dass sie von den beiden älteren Herrschaften lediglich adoptiert wurde, vulgo: ein Kuckucksei ist. Ihre Mutter ist vielmehr eine heute recht bodenständig lebende Frau mit bewegtem Vorleben. Die vorbestrafte Marie Müller hatte sich einst einen Namen als Chansonsängerin gemacht. Ein untadeliger Ruf seiner Braut ist für den angesehenen Dr. Kurt Walla unabdingbar, und da er mit Betty verlobt ist, kommt die junge Frau nun als Gattin nicht mehr infrage und Walla löst die Verbindung. Betty selbst will nicht glauben, dass ihre Erzeugerin einen schlechten Charakter besitzt und sucht daraufhin ihre Nähe, um Marie näher kennen zu lernen. Betty glaubt, dass es ihr gelinge könnte, ihre eigentliche Mutter zu „resozialisieren“ (obwohl diese es gar nicht sonderlich nötig hätte). Betty muss in ihren Bemühungen so manchen Rückschlag, ehe sie das Glück ihre Mutter wie auch ihr eigenes erlangen kann: Denn in ihrem braven Jugendfreund Franz findet schließlich Betty den Mann ihres Lebens.

## Produktionsnotizen
Das Kuckucksei entstand zwischen dem 13. Juli und dem 16. September 1948 im Filmatelier von Wien-Sievering und mit Außenaufnahmen auf Schloss Leopoldskron. Die Uraufführung erfolgte am 26. Januar 1949 im Wiener Apollo-Kino. Die deutsche Premiere fand am 3. November 1950 in den Münchner Bahnhofslichtspielen statt. Der Film wurde in Deutschland gelegentlich auch unter dem Titel Kinder der Liebe gezeigt.
Karl Hitchfeld übernahm die Produktionsleitung. Fritz Jüptner-Jonstorff schuf die Filmbauten, Fred Adlmüller die Kostüme. Der üblicherweise als Kameramann arbeitende Hans Androschin war hierfür den Ton zuständig.

## Kritiken
Im Lexikon des Internationalen Films urteilte knapp: „Die Posse wird durch Käthe Dorschs komödiantische Darstellung einer biederen Frau mit wildbewegtem Vorleben erträglich.“